# Shinshiro
Shinshiro (新城市, Shinshiro-shi, litt. « nouveau château ») est une ville située dans la préfecture d'Aichi, sur l'île de Honshū, au Japon.

## Géographie

### Situation
Shinshiro est située dans l'est de la préfecture d'Aichi.

### Démographie
En 2010, la population de Shinshiro était de 50 044 habitants répartis sur une superficie de 499 km2. En octobre 2022, elle était estimée à 42 891 habitants.

### Climat
La ville a un climat caractérisé par des étés chauds et humides, et des hivers relativement doux. La température moyenne annuelle à Shinshiro est de 15,4 °C. La pluviométrie annuelle moyenne est de 2 085,5 mm, juillet étant le mois le plus humide.

## Histoire
La région de l'actuelle Shinshiro faisait partie des territoires du clan Okudaira, le prédécesseur du clan Matsudaira et du clan Tokugawa pendant l'époque Sengoku. Leur forteresse, le château de Nagashino situé dans le nord de Shinshiro, fut le site de la bataille de Nagashino entre les forces d'Oda Nobunaga et le clan Takeda. Le château de Noda, dans lequel Takeda Shingen fut blessé lors de son siège, était également situé sur l'actuel territoire de Shinshiro.
La ville moderne de Shinshiro a été fondée le 1er novembre 1958. Le 1er octobre 2005, le bourg de Horai et le village de Tsukude (district de Minamishitara) ont été intégrés à Shinshiro.

## Transports
Shinshiro est desservie par la ligne Iida de la JR Central. La gare de Shinshiro est la principale gare de la ville.

## Symboles municipaux
Les symboles municipaux de Shinshiro sont le pin et le sakura.

## Jumelages
Shinshiro est jumelée avec :
- Neuchâtel (Suisse),
- New Castle (États-Unis),
- Newcastle upon Tyne (Royaume-Uni).